# Base d'aéronautique navale de Port-Lyautey
 (juin 2013).
Si vous disposez d'ouvrages ou d'articles de référence ou si vous connaissez des sites web de qualité traitant du thème abordé ici, merci de compléter l'article en donnant les références utiles à sa vérifiabilité et en les liant à la section « Notes et références ».
La base d'aéronautique navale de Port-Lyautey ou BAN Port-Lyautey est une base d'aéronautique navale de la Marine nationale française, située à Port-Lyautey (Maroc), au bord de l'océan Atlantique.
Fondée en juin 1939, elle fut l'une des principales base d'aéronautique navale de l'Aviation navale française en Afrique du Nord avant de passer sous commandement américain et être démantelée en 1963.

## Historique
Au Maroc en 1919, un CAM sommaire est construit le long de la côte atlantique sur la rive gauche du fleuve Sebou à proximité du village de Kénitra. En 1920, après une existence éphémère seulement marquée par deux raids d’hydravions, le CAM de Kenitra est désarmé.
Tout au long des années 1920 des vols à longue distance à destination de l’Afrique de l’Ouest préludent aux premières traversées de l’Atlantique sud. Sur ces routes, le plan d’eau du Sebou, malgré son infrastructure sommaire, va constituer une escale privilégiée pour l’accueil des hydravions d’escadre et des grands hydravions de raids.
Au début des années 1930, alors que la ville de Kenitra prend le nom de Port-Lyautey, l’installation d’une base permanente est de nouveau envisagée par la Marine. Des terrains sont acquis et de nouvelles constructions maritimes et terrestres sont lancées, et en 1939, la base d'aéronautique navale de Port-Lyautey voit le jour. Le déclenchement de la deuxième guerre mondiale va profondément bouleverser l’existence de la nouvelle base.
En 1940, encore tout juste opérationnelle, elle va accueillir les hydravions des formations repliées de métropole et de nouvelles formations basées à terre.
De 1941 à 1942, elle connait une période d’activité réduite imposée par les conditions d’armistice. Choisie par les Alliés comme un objectif de conquête lors du débarquement du 8 novembre 1942 de l’opération Torch, elle est le siège de tragiques combats connus sous le nom de bataille de Port Lyautey, qui opposent les marins aviateurs de l'Armée de Vichy, aux forces aéronavales américaines ; et après avoir été conquise, elle passe sous contrôle américain.
À partir de 1943 elle devient la plateforme principale des opérations menées par l’US Navy contre les sous-marins allemands jusqu’à la victoire de 1945. Restituée partiellement à l’Aéronautique navale, elle renaît en 1948 sous forme d’une BPAN dans un contexte de cohabitation inhabituel avec les Américains qui conservent une grande partie des moyens et installations.
En 1960, quatre ans après l’indépendance du Maroc, elle devient brièvement une base école de chasse, et encore plus brièvement une école de perfectionnement au pilotage sur multimoteurs. Elle est remise aux Forces Royales Marocaines en 1962, vingt-trois ans après sa création.

## Les unités présentes sur la BAN
- Flottille 4F (octobre 1944-novembre 1944)
- Flottille 28F (décembre 1944-juin 1945)
- Flottille 3F (janvier 1946- ?)
- Flottille 4F (janvier 1946- ?)
- Flottille 6F (janvier 1946- ?)
- Flottille 8F (janvier 1946- ?)
- Escadrille 55S (octobre 1948-mai 1950)
- Flottille 23F (juin 1950-décembre 1960)
- Flottille 28F (juin 1953-mars 1956)
- Escadrille 57S (juillet 1953 - ?)
- Escadrille 52S (janvier 1961 - ?)